# Lenni-Kim
Lenni-Kim Lalande (Montréal, 8 settembre 2001) è un cantante e attore canadese.

## Biografia
Lenni-Kim, unico figlio di Guy Lalande e Myriam Landry, è nato l'8 settembre 2001 a Montreal, in Quebec.
Fin da piccolo imitava i cantanti che vedeva in televisione, così, all'età di otto anni, Lenni-Kim si è messo in contatto con un'agenzia pubblicitaria e poi ha iniziato a girare pubblicità e film in Quebec.
Nel 2015, Lenni-Kim ha iniziato a diventare famoso partecipando alla seconda stagione della versione francese del programma televisivo The Voice Kids, dove ha scelto il cantante francese Patrick Fiori come mentore, ma è stato eliminato nella fase dei duelli. Successivamente ha pubblicato su Internet diverse cover, tra cui Something Big di Shawn Mendes e Love Me like You Do di Ellie Goulding in duetto con Phoebe Koyabe. In occasione della Giornata mondiale per la prevenzione del suicidio, ha lanciato la canzone "Pourquoi tout perdre", con un videoclip diretto da Antoine Olivier Pilon e interpretato da diversi attori tra cui Marianne Verville, Alice Morel-Michaud, Camille Felton, Michaël Girard e Marc-François Blondi.
Nel 2017 ha firmato un contratto con la Warner Music France, che ha prodotto il suo album di debutto Les autres, pubblicato nel giugno 2017. Ha duettato con la cantante francese Lou Jean nella sigla della seconda stagione di Miraculous - Le storie di Ladybug e Chat Noir. Nell'autunno del 2017 ha partecipato all'ottava stagione della versione francese di Ballando con le stelle ed è arrivato secondo. All'epoca sedicenne, è il candidato più giovane dell'intero show. Ha organizzato una serie di tour tra il 2018 e il 2019, in Francia, Belgio, Svizzera, Canada e Russia.

## Discografia

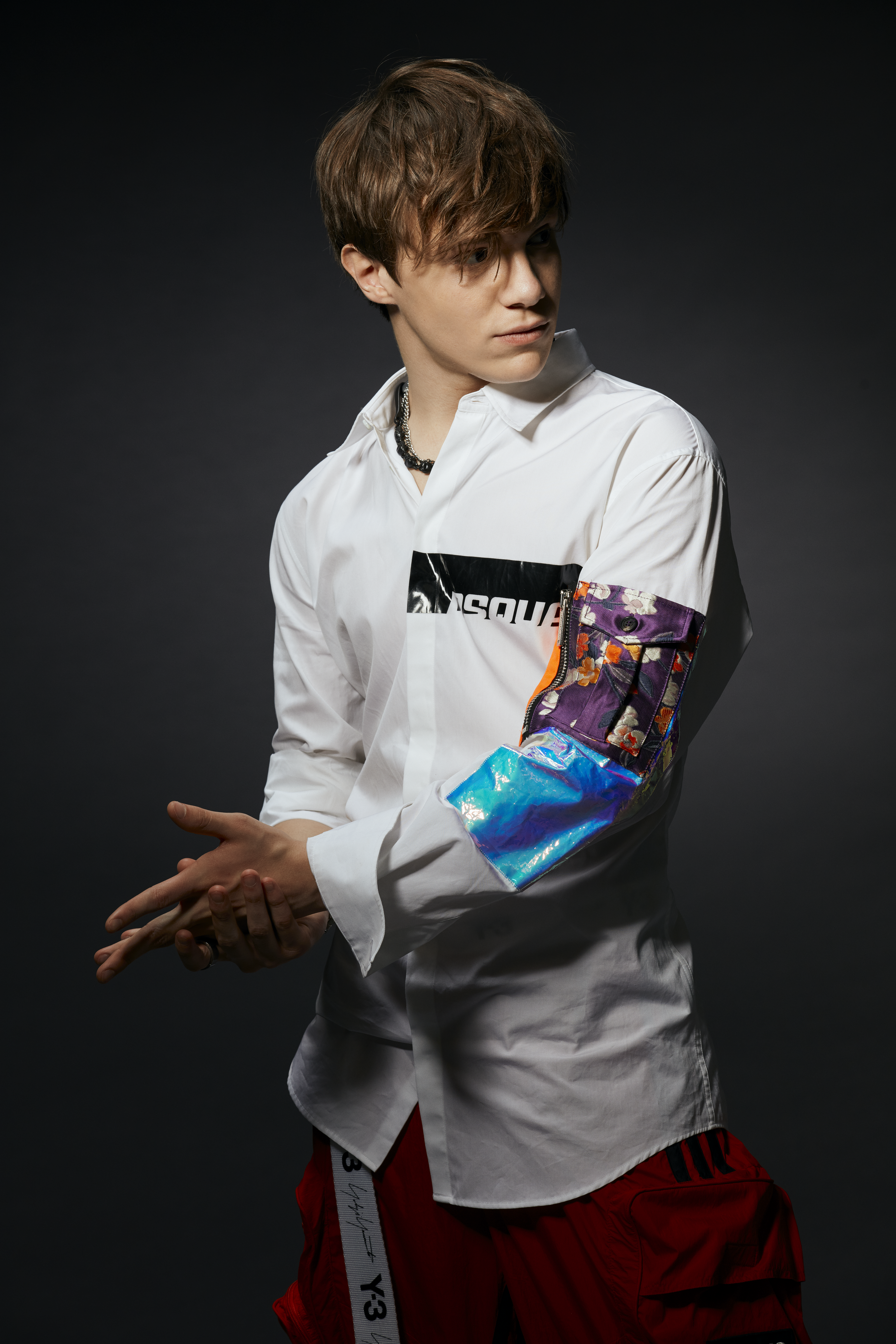
Lenni-Kim nel 2019

### Album
- 2017 – Les autres

### EP
- 2019 – 18

### Singoli
- 2015 – Pourquoi tout perdre
- 2017 – Don't Stop
- 2017 – YOLO
- 2017 – Maylin
- 2017 – Miraculous (con Lou Jean)
- 2018 – Juste toi et moi
- 2018 – Still Waiting for You
- 2019 – Minuit
- 2019 – 18
- 2019 – Ce mur qui nous sépare (con Lou Jean)
- 2020 – Bad Buzz
- 2021 - Mélancolie

## Filmografia

### Cinema
- 2016: Le Pacte des anges, di Richard Angers: William

### Televisione
- 2013: Les Beaux Malaises, su TVA : il giovane Martin Matte
- Pourquoi tout perdre, di Antoine Olivier Pilon – cortometraggio (2015)
- 2015-2016: Marc-en-peluche, su Télé-Québec: Jérôme
- 2018: Tomorrow Is Ours - Il domani è nostro, su TF1: Zac, amico di penna del Quebec per i gemelli Moreno
- 2020: Léo Matteï, Brigade des mineurs, su TF1 (stagione 7, episodi 1-2): Lucas

#### Programmi televisivi
- 2015: The Voice Kids (stagione 2), su TF1: concorrente
- 2017: Danse avec les stars (stagione 8), su TF1: concorrente
- 2017: Concerto Enfoirés Kids, su TF1
- 2018: Fort Boyard, su France 2: concorrente
- 2018: Vendredi tout est permis avec Arthur, su TF1: ospite
- 2018: Baby-sitter: star in incognito, su Gulli: il babysitter del Québec
- 2019: Fort Boyard, su France 2: concorrente
- 2019: Danse avec les stars (stagione 10), su TF1: ospite

## Riconoscimenti
- NRJ Music Award
  - 2019 – Rivelazione francofona dell'anno[7]
- Olympia Award
  - 2019 – Debutto dell'anno